# Узкоколейная железная дорога Электрогорского торфопредприятия

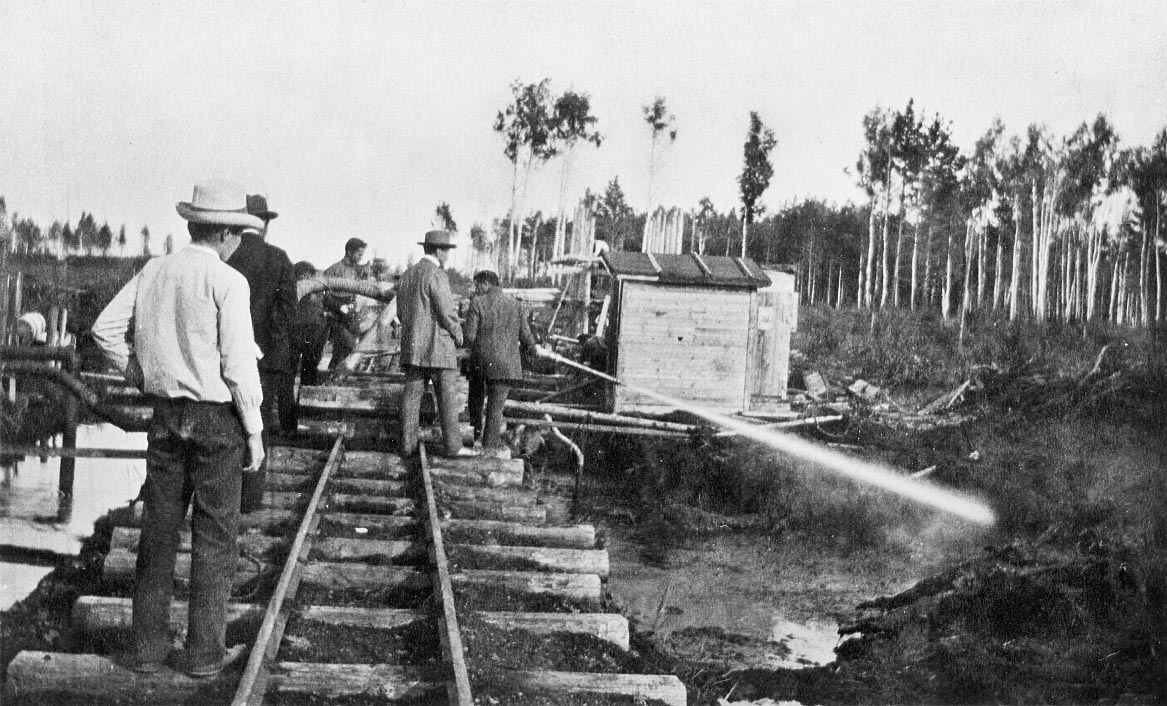
Использование гидромонитора. Август 1915 года (на переднем плане, слева, в белой рубашке — И. Р. Классон, на дальнем плане справа в костюме — Р. Э. Классон, оба — в шляпах).

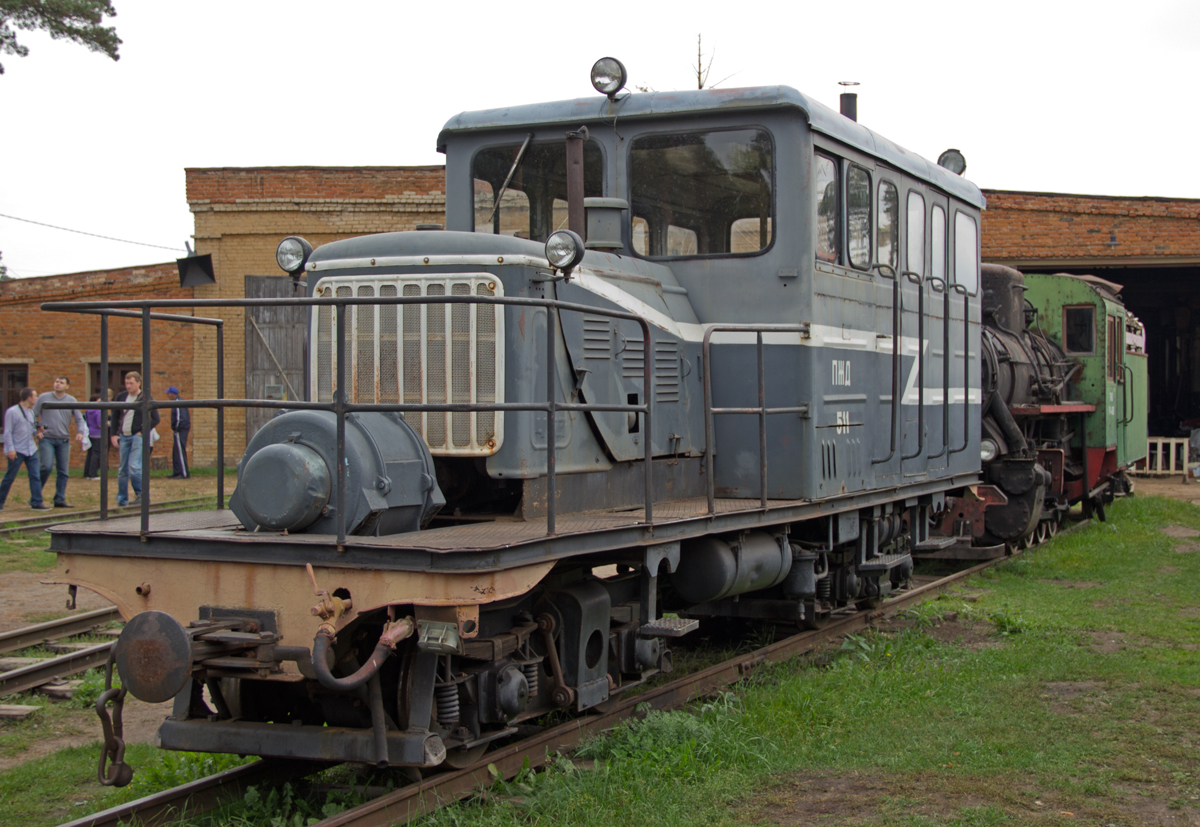
ЭСУ2а (Электростанция Самоходная Узкоколейная) — самоходная электростанция для колеи 750 мм строилась серийно с 1972 по 1988 год на Губинском машиностроительном заводе

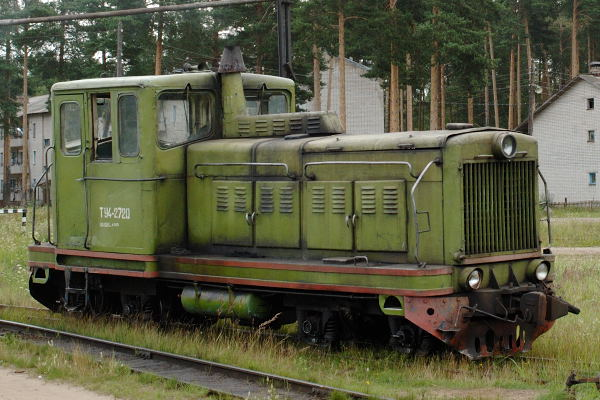
ТУ4 — (тепловоз узкоколейный тип 4 «четвёртый») маневрово-вывозной грузо-пассажирский четырёхосный тепловоз для железных дорог колеи 750 мм.

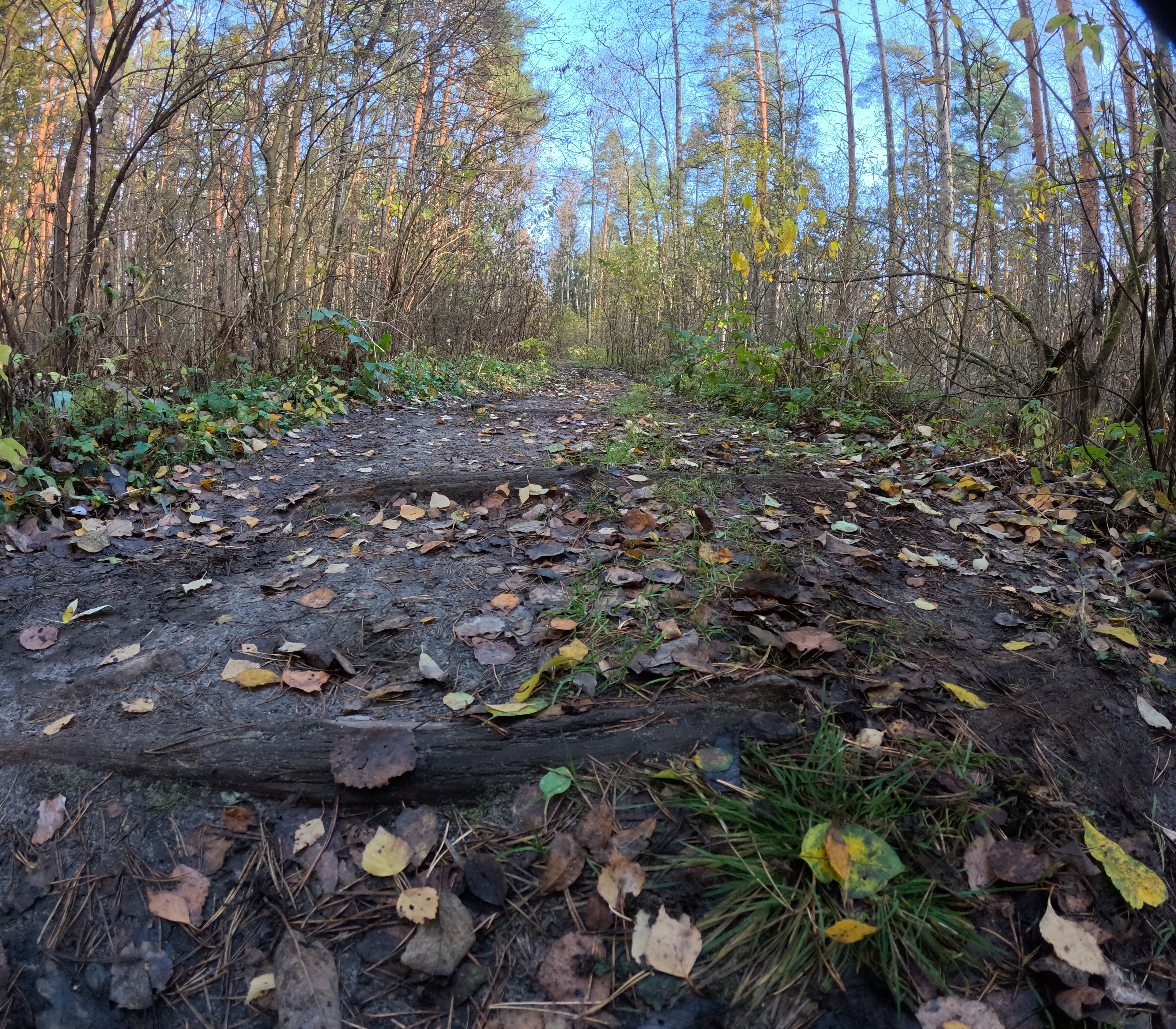
Сохранившиеся шпалы на перегоне Дальняя — Ногинск у озера Коверши

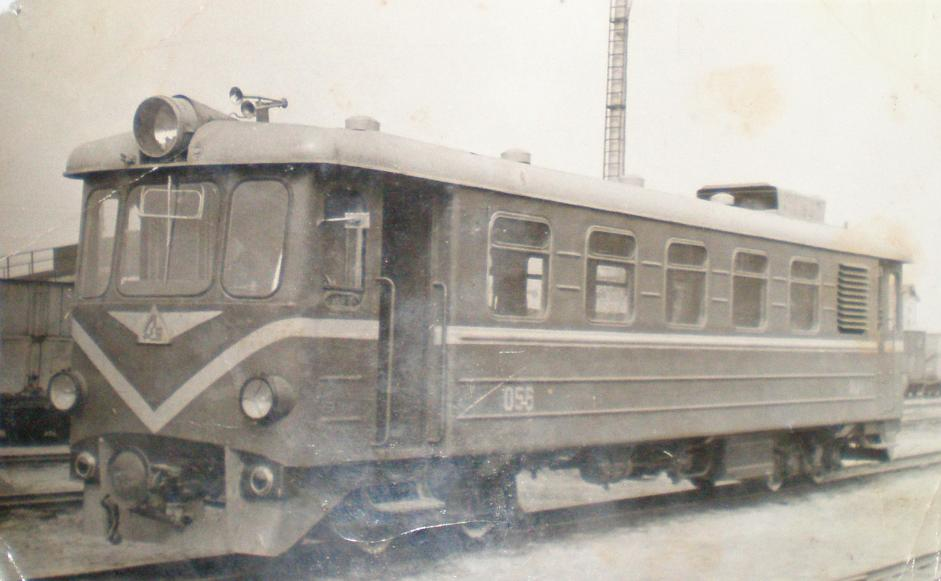
АМ1 — четырёхосная автомотриса, использовалась для перевозки пассажиров на железных дорогах колеи 750 мм, производившаяся на Демиховском машиностроительном заводе (ДМЗ) в СССР. Могла эксплуатироваться как самостоятельная единица, а также в составе, включающем до трёх прицепных пассажирских вагонов ПВ40.

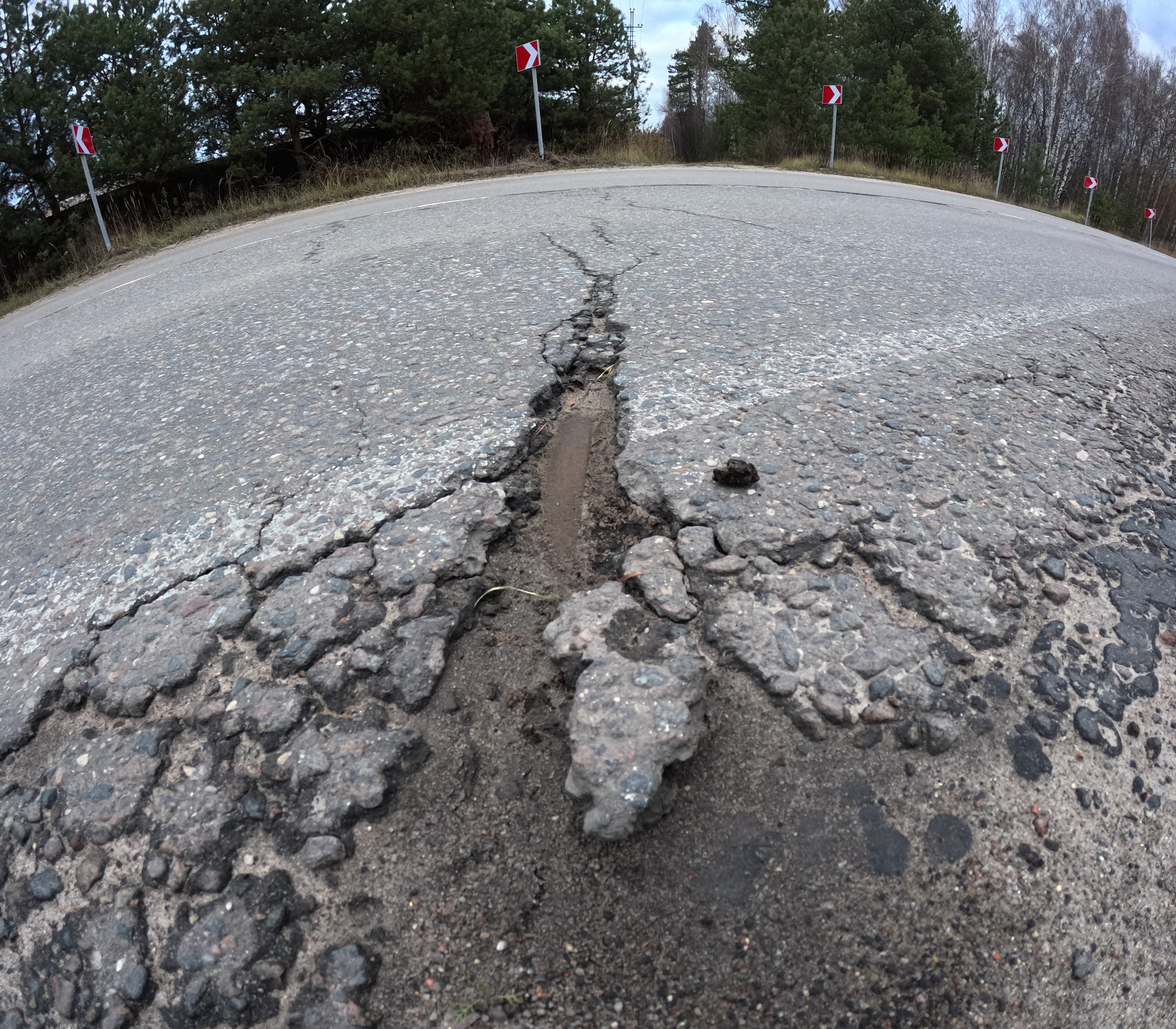
Рельс, закатанный в асфальт у деревни Васютино

УЖД Электрогорского торфопредприятия имени Р. Э. Классона — исчезнувшая узкоколейная железная дорога располагавшаяся в Московской и Владимирской областях России в XX веке. Общая длина около 51 километра в Московской области и 53 км во Владимирской области. Соединялась веткой с Киржачской УЖД.

## История
Начало строительства — 1912 год. УЖД создавалась для обслуживания электростанции им. Р. Э. Классона в Электрогорске. Изначальная колея 600 мм, конная тяга. Перебрана на 750 мм после 1917 года.
По воспоминаниям 1912 года В. А. Бреннера (секретаря создателя торфопредприятия и электростанции Р. Э. Классона):
Мне лично первый раз удалось побывать на «Электропередаче» в начале марта 1912 года. Добравшись до Богородска по железной дороге, мы наняли извозчика, доехали до 71-й версты, там пересели на крестьянские дровни и какими-то едва проходимыми тропами приехали на то место, где стоит нынешняя станция «Электропередача». Кругом ни души. Стоит большая полотняная палатка, а в палатке сидят за самоваром Роберт Эдуардович и Иван Иванович Радченко. Впечатление – как будто на Северном полюсе среди самоедов. ... Мне тут же, в палатке, он дает поручение разработать договор с торфяными артелями, так как в мае 1912 года уже необходимо будет приступить к добыче торфа. ...
Места были непроходимыми, кругом ходили дикие звери. Дороги не было, приходилось вырубать деревья, бросать их в воду, на деревья класть узкоколейные рельсы, засыпать их землею. И по этому рельсовому пути продвигалась вагонетка с лошадью, поддерживающая сообщение с местом постройки. К началу мая была построена большая гостиница, в которой размещались все служащие. Одновременно начаты были работы по постройке станции и на болоте.
Период максимального развития этой узкоколейной железной дороги пришёлся на 1970-е годы. На узкоколейной железной дороге выполнялся значительный объём грузовых и пассажирских перевозок. Однако одновременно с реконструкцией действующих участков ликвидировались участки, ставшие ненужными. В 1985 году ГРЭС-3 имени Р. Э. Классона (бывшая «Электропередача») была полностью переведена на газ. Ещё несколько лет на последних сохранившихся участках узкоколейной железной дороги имелось минимальное движение.

## Линии УЖД
Схема линий УЖД менялась десятки раз. Рельсы ведущие к уже разработанным болотам снимались и укладывались на новых маршрутах. Основными линиями-долгожителями можно считать следующие:

1930—1950-е годы:
- Электрогорск — болота на юго-востоке от Дальней — Тимково — Ногинск.
- Электрогорск — территория Ново-Озерного — территория Сопово — Красный Угол.

1950—1970-е годы:
- Электрогорск — Ново-Озерная — Дальняя — Тимково — Ногинск.
- Электрогорск — Ново-Озерная — Сопово — Красный Угол — Мележи.
- Электрогорск — Ляпино — Желудьево.

1970—1990-е годы:
- Электрогорск — Ново-Озерная (- Дальняя).
- Электрогорск — Ново-Озерная (- Сопово).
- Электрогорск — Ляпино (- Желудьево).

Космоснимок Электрогорска 1964 года во время существования УЖД. Её главная станция — к юго-западу от электростанции.

От Электрогорска до Дальней было проложено две линии. Одна ветка шла через Новый Озёрный — бывший посёлок торфоразработчиков (в настоящее время — садовое товарищество). Вторая ветка проходила по торфяным полям (в настоящее время представляющих собой крупный дачный массив). Неподалёку от соединения с 1-й линией имелась электрическая подстанция, вокруг которой, располагалась мехбаза торфяных полей. Разобраны линии были не одновременно: линия через торфполя — в 1987 году, а основная линия — в 1993 году.
Линия от Дальней до Ногинска разобрана в 1969 году. Она проходила по трассе проселочной дороги. Кроме того, в Ногинске имелся участок трёхниточной колеи. Поезда по линии от Ногинска до Электрогорска ходили до самого закрытия. В Ногинске поезд отправлялся с Глуховской площади. Движение по УЖД в пределах Глуховской мануфактуры и рядом расположенных предприятий существовало вплоть до 1995-96 годов, и прекратилось после демонтажа пересечения трёхниточного участка с трамвайной линией у Глуховского моста.
Линия к деревне Желудьево (к торфяным массивам в Петушинском районе Владимирской области) была проложена одной из последних, в конце 1950-х годов. В посёлке Ляпино имелась небольшая станция (в настоящее время видны только фундаменты станционных построек). В эти годы на Торфопредприятии была проведена значительная механизация добычи фрезерного торфа с созданием и применением различных машин: фрезбарабаны, бровкорезы, пнесобиратели, корчеватели, уборочные машины торфа из валков в штабеля. Численность работающих на Торфопредприятии снижалась более быстрыми темпами, чем на электростанции. В месте пересечения с широкой колеёй неделеко от станции 173 км имелся бетонный путепровод. Линия разобрана в 1993 году (в 90-м ещё было движение как минимум до Ляпино). На участке Ляпино—Жёлудево сохранился трёхпролётный железобетонный мост через Киржач. Железный мост через реку Шередарь срезан на металлолом зимой 2004 года.
От Сопова отходила ветка почти до деревни Головино. В Сопове на ручье паровозы заправляли водой.
На участке Сопово—Красный Угол—Мележи дорога окончательно закрыта в 1982 году, с началом активного строительства дач в Красном Углу. Имелось большое количество «усов» (примерно по 2—3 км каждый) в стороны от основной линии. По полотну УЖД проложена просёлочная дорога. До закрытия из Электрогорска три раза в день ходил пассажирский поезд из 2—3 (иногда до 5) вагонов.
Линия Красный Угол—Илейкино существовала примерно в 1940—50 годы.
В 1940 г. (согласно карте) УЖД от Электрогорска шла на юг до Горьковского шоссе.

## Схемы расположения линий УЖД
- Спутниковый снимок. Схема расположения узкоколейных дорог Электрогорска и Киржача. Дата обращения: 22 февраля 2019.[4]
- Топографическая карта. Схема расположения узкоколейных дорог Электрогорска и Киржача. Дата обращения: 22 февраля 2019.[4]

## Подвижной состав
По Электрогорской УЖД до конца 1970-х годов основной тяговой силой служили паровозы, были также ЭСУ2а, ТУ4, различные автодрезины, в своё время были и мотовозы МД54 и даже автомотриса АМ1. Торфовозные вагоны были Коломенского и Усть-Катавского заводов, примерно 1926 года выпуска.